# Aporometra
Aporometra is een geslacht van haarsterren uit de familie Aporometridae.

## Soorten
- Aporometra occidentalis H.L. Clark, 1938
- Aporometra paedophora (H.L. Clark, 1909)
- Aporometra wilsoni (Bell, 1888)